# Henry Coward
Henry Coward (Liverpool, 26 de novembre de 1849 - 10 de juny de 1944) fou un director de cors i compositor anglès. Quasi autodidacta al principi de la seva carrera en la seva educació musical i amb decidida vocació per la direcció d'associacions corals, als disset anys ja organitzà una agrupació d'aquest gènere amb els seus companys d'una acadèmia de solfeig. El 1876 fundà a Sheffield un orfeó, els progressos del qual foren tant notables que als pocs anys arribà a convertir-se en una societat coral de primer ordre; la Sheffield Musical Union. El 1888 i després d'estudis seriosos musicals es graduà de doctor en Música, en la Universitat d'Oxford. Les seves excepcionals aptituds per a conduir grans masses corals hagué de mostrar-les quan, en ocasió de la visita feta per la reina Victòria a Sheffield el 1887, dirigí un conjunt de 60.000 veus d'infants. Al front de les agrupacions corals Sheffield Musical Union i Leeds Coral Union, va realitzar triomfals gires artístiques a les principals ciutats d'Alemanya, Anglaterra, Rússia, Canadà i els Estats Units. També es va distingir com a conferenciant i publicista. Com a compositor va produir alguna cantata i petites composicions corals. Va publicar un tractat extremadament útil sobre l'ensenyança del cant coral. Com a recompensa dels seus grans serveis a l'art musical fou nomenat cavaller el 1926.